# Heads Up (Death from Above 1979)
Heads Up è un EP dei Death from Above 1979 pubblicato il 15 dicembre 2002 dalla Ache Records di Vancouver. Originariamente ne vennero stampate solo 1004 copie; fu ristampato nel 2005 sull'onda del successo di You're a Woman, I'm a Machine.
In quel periodo i Death from Above 1979 erano noti semplicemente come Death from Above, l'anno 1979 venne aggiunto solo in seguito a causa di vicissitudini legali con la DFA Records di New York.

## Tracce
1. Dead Womb – 2:06
2. Too Much Love – 1:48
3. Do It! – 2:30
4. My Love Is Shared – 1:51
5. Losing Friends – 3:01
6. If We Don't Make It We'll Fake It – 2:36